# Панкреатическая рибонуклеаза
Рибонуклеазы поджелудочной железы (Шифр КФ 3.1.27.5, РНКаза, РНКаза I, РНКаза А, РНКаза поджелудочной железы, рибонуклеаза I, эндорибонуклеаза I, рибонуклеиновая фосфатаза, щелочная рибонуклеаза, рибонуклеаза, гликопротеины гена S, щелочная рибонуклеаза Ceratitis capitata, гликопротеины SLSG, S-генотип-ассоц. гликопротеины, рибонуклеат 3'-пиримидино-олигонуклеотидогидролаза) — это пиримидин-специфичные эндонуклеазы, обнаруживаемые в большом количестве в поджелудочной железе некоторых млекопитающих и некоторых рептилий.
В частности, ферменты участвуют в эндонуклеолитического расщепления 3'-фосфомононуклеотидов и 3'-фосфолигонуклеотидов, оканчивающиеся на C-P или U-P с 2',3'-циклическими фосфатными промежуточными соединениями. Рибонуклеаза может раскручивать спираль РНК, образуя комплекс с одноцепочечной РНК; комплекс возникает в результате расширенного многосайтового катион-анионного взаимодействия между остатками лизина и аргинина фермента и фосфатными группами нуклеотидов.

## Известные члены семьи
Рибонуклеаза поджелудочной железы крупного рогатого скота является наиболее изученным представителем семейства и служит модельной системой в работе, связанной с фолдингом белков, образованием дисульфидных связей, кристаллографией и спектроскопией белков, а также динамикой белков. Геном человека содержит 8 генов, которые имеют общую структуру и функцию с рибонуклеазой поджелудочной железы крупного рогатого скота, с 5 дополнительными псевдогенами. Структура и динамика этих ферментов связаны с разнообразием их биологический функций.
Другие белки, принадлежащие к суперсемейству панкреатических рибонуклеаз, включают: рибонуклеазы семенных пузырьков крупного рогатого скота и мозга; несекреторные рибонуклеазы почек; рибонуклеазы печеночного типа; ангиогенин, который вызывает васкуляризацию нормальных и злокачественных тканей; эозинофильный катионный белок, цитотоксин и гельминтотоксин с рибонуклеазной активностью; и рибонуклеаза печени лягушки и лектин, связывающий сиаловую кислоту. Последовательность рибонуклеаз поджелудочной железы содержит четыре консервативных дисульфидных связи и три аминокислотных остатка, участвующих в каталитической активности.

## Гены человека
Гены человека, кодирующие белки, содержащие этот домен, включают:
- ANG ,
- RNASE1, RNASE10, RNASE12, RNASE2, RNASE3, RNASE4, RNASE6, RNASE7 и RNASE8.

## Цитотоксичность
Некоторые представители семейства рибонуклеаз поджелудочной железы обладают цитотоксическим действием. Клетки млекопитающих защищены от этих эффектов благодаря их чрезвычайно высокому сродству к ингибитору рибонуклеазы (RI), который защищает клеточную РНК от разрушения рибонуклеазами поджелудочной железы. Рибонуклеазы поджелудочной железы, которые не ингибируются RI, примерно так же токсичны, как альфа-сарцин, дифтерийный токсин или рицин.
Две панкреатические рибонуклеазы, выделенные из ооцитов северной леопардовой лягушки — амфиназа и ранпирназа — не ингибируются RI и проявляют дифференциальную цитотоксичность в отношении опухолевых клеток. Ранпирназа изучалась в 3 фазе клинических испытаний как кандидат на лечение мезотелиомы, но испытание не продемонстрировало статистической значимости в отношении основных конечных точек.